# Sasolburg

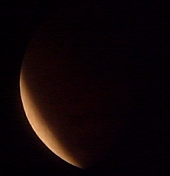
Eclipse lunar del 21/02/2008 - Sasolburg, Sudáfrica 4:55.

Sasolburg es un importante pueblo industrial en la Metsimaholo Local Municipality en el extremo norte de la provincia Estado Libre de Sudáfrica. Sasolburg es asimismo subdivida en tres áreas: Sasolburg propiamente dicho, Vaalpark (un grupo de suburbios cercanos afluentes ubicados casi a 5 km al norte de Sasolburg CBD) y Zamdela (un 'township', área antiguamente designada para los pobladores negros). La mayoría de los habitantes de raza blanca de Sasolburg hablan afrikáans como idioma principal, a la vez que los negros hablan sesotho como primera lengua. La corporación Sasol ha desarrollado infraestructura para Sasolburg, como una piscina de medidas olímpicas.[cita requerida]

## Historia
El pueblo fue fundado en 1954 para dar vivienda y otras comodidades a los empleados de Sasol. La instalación inicial (Sasol 1) fue una planta piloto para refinar aceite de carbón, debido a la falta de reservas de petróleo. Las reservas de carbón en el país siguen siendo extensas. Los acontecimientos políticos de fines de 1960 y principios de 1970 (especialmente los embargos políticos contra el gobierno debido al apartheid) hicieron de la planta de interés prioritario para el gobierno. Los planes buscaban que junto con la Eastern Transvaal produzca el 25 % del requerido combustible para el país. El nuevo poblado de Secunda fue construido para dar casas y oficinas para las plantas que fueron conocidas como SASOL 2 y SASOL 3 (Secunda CTL).[cita requerida]
Sasol One es uno de los primeros lugares en ser designados en la National Key Point bajo la National Key Points Act, legislación que protege al área de "pérdidas, daño, disrupción o inmovilización perjudicial para la República".